# Aire d'attraction de Saint-Georges-de-Reneins
L'aire d'attraction de Saint-Georges-de-Reneins est un zonage d'étude défini par l'Insee pour caractériser l’influence de la commune de Saint-Georges-de-Reneins sur les communes environnantes.

## Définition
L'aire d'attraction d'une ville est composée d’un pôle, défini à partir de critères de population et d’emploi ainsi que d’une couronne constituée des communes dont au moins 15 % des actifs travaillent dans le pôle. Le pôle d’attraction constitue ainsi un point de convergence des déplacements domicile-travail,.

## Géographie
L’aire d'attraction de Saint-Georges-de-Reneins est une aire intra-départementale qui ne comporte qu'une commune, dans le Rhône. 

### Composition communale
| Nom                                       | Code Insee | Département | Statut         | Superficie (km2) | Population (dernière pop. légale) | Densité (hab./km2) | Modifier                                    |
| ----------------------------------------- | ---------- | ----------- | -------------- | ---------------- | --------------------------------- | ------------------ | ------------------------------------------- |
| Saint-Georges-de-Reneins (commune-centre) | 69206      | Rhône       | commune-centre | 27,49            | 4 533 (2022)                      | 165                | modifier les données · modifier les données |

## Démographie
Cette aire est catégorisée dans les aires de moins de 50 000 habitants, une catégorie qui regroupe 12,2 % de la population au niveau national,.